# Andreas Ivanschitz
Andreas Ivanschitz (ur. 15 października 1983 w Eisenstadt) – austriacki piłkarz występujący na pozycji pomocnika. Był kapitanem reprezentacji Austrii w piłce nożnej.

## Kariera klubowa
Swoją przygodę z piłką rozpoczynał w Rapidzie Wiedeń, a w 2003 roku został wybrany najlepszym zawodnikiem Bundesligi. Pół roku (w 2006) spędził w Red Bull Salzburg, następnie przeniósł się do Panathinaikosu Ateny, z którego w 2009 roku został wypożyczony do FSV Mainz. Ivanschitz podpisał kontrakt 19 lipca 2009. Po dwuletnim wypożyczeniu, klub z Moguncji postanowił wykupić zawodnika i zapłacił za niego 1,5 miliona euro, który po dwuletnim wypożyczeniu, zdecydował się latem 2011 roku wykupić pomocnika. W Niemczech Ivanschitz grał do czerwca, kiedy to wygasł mu kontrakt. 8 czerwca 2013 został nowym piłkarzem Levante UD. W 2015 przeszedł do Seattle Sounders FC, a w 2017 do Viktorii Pilzno.

## Kariera reprezentacyjna
Ivanschitz debiut w reprezentacji Austrii zaliczył w lutym 2003 roku w towarzyskim meczu przeciwko Grecji. Zmienił wtedy Markusa Weissenbergera. Był w kadrze na Euro 2008. Dotychczas zaliczył 60 meczów w dorosłej reprezentacji i strzelił 11 goli
Kapitanem narodowej drużyny po raz pierwszy był w wieku 19 lat. Ivanschitz nosi w kadrze numer 10 i gra na pozycji ofensywnego pomocnika. Nazywany jest austriackim Davidem Beckhamem, głównie ze względu na atomową lewą nogę, ale także dlatego że jest on bardzo popularny w swoim kraju. We wrześniu 2009 selekcjoner reprezentacji Austrii, Dietmar Constantini zapowiedział, że nie powoła już nigdy Ivanschitza. Do kadry wrócił dopiero po tym, jak Constantini przestał być selekcjonerem 13 września 2011.